# Joan Marcet
Joan Marcet i Morera est un homme politique espagnol né le 22 avril 1950 à Sabadell (province de Barcelone), membre du Parti des socialistes de Catalogne (PSC).

## Biographie
Joan Marcet est professeur de droit constitutionnel. Il est député de la circonscription de Barcelone au Congrès des députés entre 1982 et 2004. Il est troisième vice-président du Congrès de 1989 à 1993, puis deuxième vice-président entre 1996 et 2000.